# Río Shumka
El río Shumka (en ruso: Шумка) es un río del Gran Cáucaso en el distrito de Karacháyevsk de la república de Karacháyevo-Cherkesia del sur de Rusia, en la reserva natural de Teberdá. Es un afluente del río Teberdá, que desemboca en el río Kubán.

## Curso
El río nace 7 km al sureste de Teberdá, en la cadena que separa el valle del Teberdá de valle del Nazalikol. Su curso de 3.5 km desciende hacia el oeste y noroeste ladera abajo para encontrar la orilla derecha del Teberdá tras cruzar la carretera militar de Sujumi, poco antes de que éste llegue a la localidad homónima.